# Joost van Ginkel
Joost van Ginkel (Wijk bij Duurstede, 1971) is een Nederlands filmregisseur en scenarioschrijver.

## Biografie
Van Ginkel werkt als freelance televisiemaker en schrijft ook filmscripts. Zijn eerste korte film Zand (2008), in eigen beheer uitgebracht, werd geselecteerd voor het filmfestival van Venetië en werd geselecteerd als Nederlandse inzending voor de Oscars (Academy Award Best Live Action Short). Zijn tweede korte film Kus (2009) werd geselecteerd voor het Tribeca Film Festival. In 2011 schreef en regisseerde hij zijn eerste langspeelfilm 170 Hz, die de publieksprijs kreeg op het Nederlands Film Festival. In 2015 volgde The Paradise Suite, dat eveneens geselecteerd werd voor de Oscar voor beste niet-Engelstalige film.

## Filmografie
- Bo (2022, regie, scenario, montage)
- The Paradise Suite (2015, regie, scenario, montage)
- 170 Hz (2011, regie, scenario)
- Kus (korte film 2009, regie, scenario)
- Zand (korte film 2008, regie, scenario, productie)

## Prijzen en nominaties
De belangrijkste:
| Jaar | Prijs                    | Categorie         | Film               | Uitslag  |
| ---- | ------------------------ | ----------------- | ------------------ | -------- |
| 2011 | Nederlands Film Festival | Publieksprijs     | 170 Hz             | Gewonnen |
| 2011 | Nederlands Film Festival | Film Poster Award | 170 Hz             | Gewonnen |
| 2011 | Gouden Kalf              | Publieksprijs     | 170 Hz             | Gewonnen |
| 2016 | Gouden Kalf              | Beste scenario    | The Paradise Suite | Gewonnen |